# Coniopteryx drammonti
Coniopteryx drammonti är en insektsart som beskrevs av Rousset 1964. Coniopteryx drammonti ingår i släktet Coniopteryx och familjen vaxsländor. Inga underarter finns listade i Catalogue of Life.